# Condado de Tate (Misisipi)
El condado de Tate (en inglés: Tate County), fundado en 1873, es un condado del estado estadounidense de Misisipi. En el año 2000 tenía una población de 25.370 habitantes, con una densidad poblacional de 24 personas por km². La sede del condado es Senatobia. Forma parte del Área metropolitana de Memphis.

## Geografía
Según la Oficina del Censo, el condado tiene un área total de 1064 km² (410,8 mi²), de la cual 1046 km² (403,9 mi²) es tierra y 18 km² (6,9 mi²) es agua.

## Demografía
En el 2000 la renta per cápita promedia del condado era de $ 35 836, y el ingreso promedio para una familia era de $41 223. El ingreso per cápita para el condado era de $16 154. En 2000 los hombres tenían un ingreso per cápita de $33 064 frente a $21 154 para las mujeres. Alrededor del 13,50% de la población estaba bajo el umbral de pobreza nacional.

## Condados adyacentes
- Condado de DeSoto (norte)
- Condado de Marshall (este)
- Condado de Lafayette (sureste)
- Condado de Panola (sur)
- Condado de Tunica (oeste)

## Localidades
Ciudades
- Senatobia

Pueblos
- Coldwater

Áreas no incorporadas
- Arkabutla
- Looxahoma
- Sarah
- Savage
- Strayhorn
- Thyatira
- Tyro

## Principales carreteras
- Interestatal 55
- U.S. Highway 51
- Carretera 3
- Carretera 4
- Carretera 304
- Carretera 305
- Carretera 306
- Carretera 704